# Legged Squad Support System

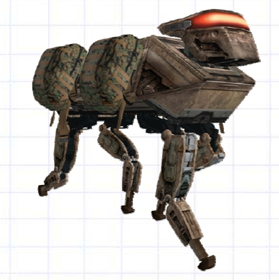
Legged Squad Support System, progetto di massima

Legged Squad Support System, in sigla anche LS3, è un progetto robotico, che si preannuncia come il successore del robot quadrupede BigDog.
Per il suo aspetto esteriore si presta alla definizione giornalistica di "mulo robot".
Il progetto è finanziato dalla Defense Advanced Research Projects Agency  e dal corpo dei Marines.
Il "Legged Squad Support System" (LS3) è stato un progetto sviluppato da Boston Dynamics, un'azienda di robotica e ingegneria, in collaborazione con la Defense Advanced Research Projects Agency (DARPA) del Dipartimento della Difesa degli Stati Uniti. Il LS3 era un robot quadrupede progettato per svolgere un ruolo di supporto logistico per le unità militari sul campo di battaglia. Le caratteristiche principali del LS3 includevano:    Trasporto di carichi pesanti: Il robot poteva trasportare carichi pesanti, come rifornimenti, munizioni e attrezzature, alleviando il carico dei soldati e migliorando la loro mobilità sul campo di battaglia.    Navigazione autonoma: LS3 era in grado di navigare in modo autonomo su terreni accidentati e seguirne il percorso grazie a sensori e sistemi di visione.    Bilanciamento dinamico: Era progettato per mantenere il bilanciamento anche su terreni irregolari e poteva recuperarsi da situazioni instabili.    Alimentazione: LS3 era alimentato a benzina ed era in grado di coprire lunghe distanze senza la necessità di frequenti rifornimenti. L'obiettivo principale del progetto LS3 era quello di ridurre il carico di rifornimento portato dai soldati, aumentando così la loro mobilità e riducendo il rischio di ferite legate al trasporto di attrezzature pesanti. Tuttavia, il progetto LS3 è stato terminato nel 2015 senza essere entrato in produzione su larga scala, principalmente a causa di sfide relative al rumore prodotto dal motore a benzina e alla sua capacità di operare in modo silenzioso, fattori importanti per le operazioni militari tattiche. Successivamente, Boston Dynamics ha continuato a lavorare su altre tecnologie robotiche.

## Specifiche

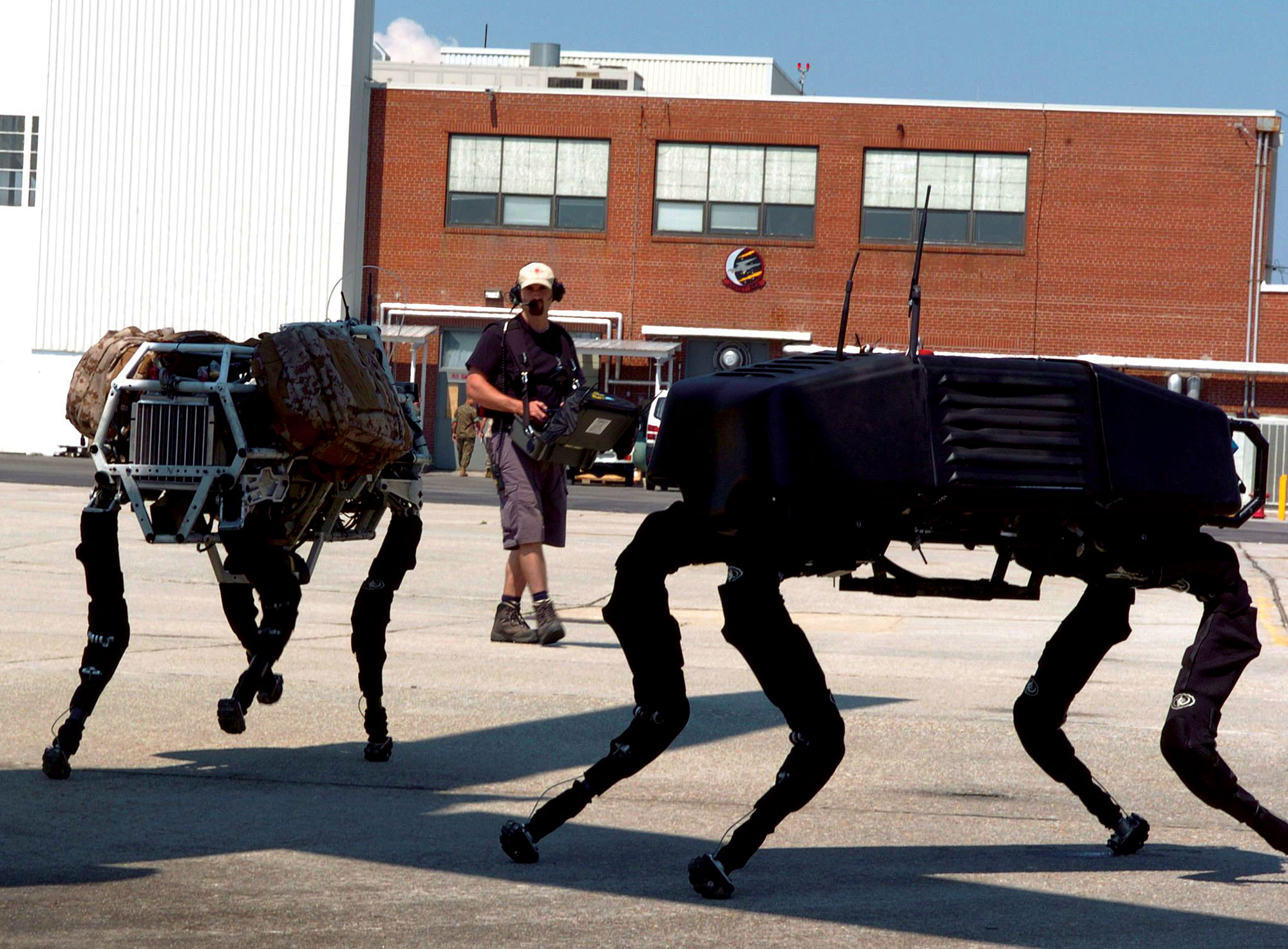
BigDog, l'antesignano di LSSS

Lo scopo del progetto Legged Squad Support System è quello di realizzare un sistema robotico su gambe in grado di "andare ovunque soldati e Marines siano in grado di andare a piedi".
Il mezzo non richiede la necessità di un pilota, dovendosi poter muovere autonomamente con le seguenti modalità:
- seguire autonomamente un soldato usando i suoi sensori e le capacità di computer vision[3];
- essere in grado di raggiungere da solo una determinata destinazione usando i suoi sensori e il Global Positioning System[3].

La macchina deve essere in grado di trasportare 400 libbre (circa 181 kg) di equipaggiamento della squadra, deve essere capace di avvertire il terreno e di superarne le asperità, di manovrare con agilità e, quando necessario, di operare in silenzio.
Il mezzo deve essere fornito di carburante utile a garantirgli un'autonomia sufficiente per portare a termine missioni della durata di 24 ore su una distanza percorsa di 20 miglia.
Le specifiche prevedono per la macchina caratteristiche di robustezza idonea all'uso militare, compresa la capacità di guadare i corsi d'acqua  e di operare in condizioni ambientali di freddo, caldo e in condizioni di pioggia e umidità.
Il contratto prevedeva una prima dimostrazione dell'operatività di due unità LS3, a fianco di truppe nel 2012.

## Team di sviluppo
Il contratto iniziale per Legged Squad Support System  è stato aggiudicato alla Boston Dynamics il 3 dicembre 2009.
Al progetto lavora un team di ingegneri e scienziati della ditta aggiudicataria, a cui si sono aggiunti elementi provenienti da Bell Helicopter, AAI Corporation, Carnegie Mellon University, Jet Propulsion Laboratory, Woodward HRT.